# Loas ghede
Els Ghede (Guédé, Gede) són els responsable de la mort i la fecunditat de la mitologia vodú i formen part de la família loa. La paraula deriva del verb ioruba "gede" (en català: "tallar") o de "igede" (amb implicacions referents a la nigromància).
Els Ghede són els amos de la vida i la mort, el renaixement i la sexualitat. Reben els vius, augmenten el seu nombre i aixequen morts. També animen zombies a partir de cadàvers recents, robats pels bokor amb intenció d'esclavitzar-los.
Els ghede són irrevenrents, sorollosos, fan bromes obscenes i mostren un gran apetit. Sovint se sotmeten a experiencies extremes, com la ingesta d'aliments tan picants que només els ghede poden suportar-ho.

Vevè de la loa ghede Maman Brigitte

El ghede Baró Samedi ("Baró dissabte") és considerat com a guardià dels morts a tots els cementiris, mentre que la seva consort, Maman Brigitte o Brijit, custodia les sepultures. Sovint se'ls demana que protegeixin les tombes dels saquejadors i profanadors, de manera que el seu culte té un paper molt important en la religió vodú.
A Haití, el Ghede-Loa se celebra l'1 i, sobretot, el 2 de novembre, per la festa de Tots Sants o el "Dia de l'Any Nou dels Morts". Al cementiri nacional de Port-au-Prince, per exemple, la gent acudeix a "ballar amb els morts".